# Boskoopské červené

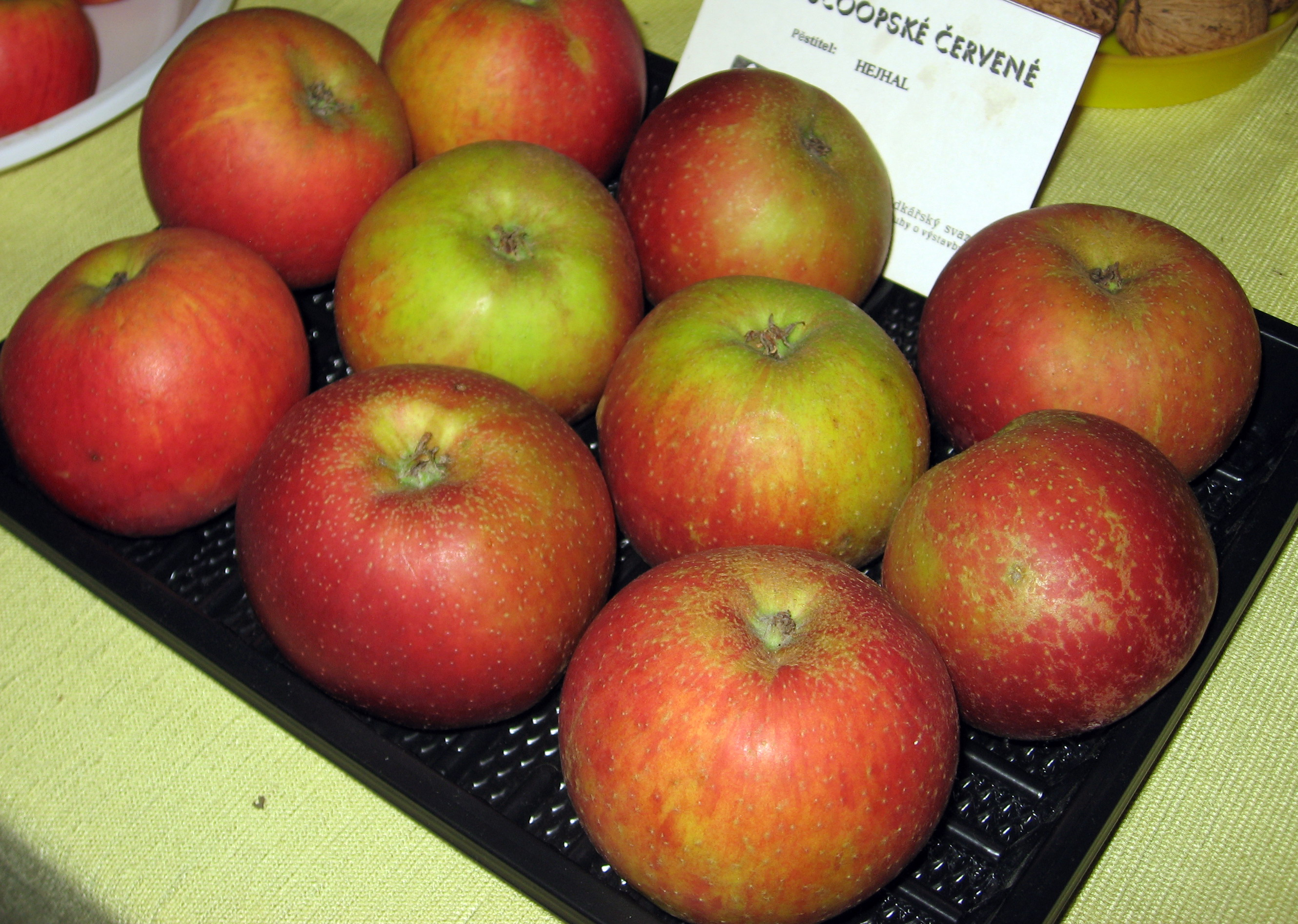
Boskoopské červené

Boskoopské červené je ovocný strom, kultivar druhu jabloň domácí (Malus domestica) z čeledi růžovité (Rosaceae). Plody je poměrně velký, s drsnou matnou slupkou. Chuť je bez výrazného aróma, je hodnocena jako „poměrně dobrá“. Plody jsou vhodné na zpracování ale lze je použít i pro konzum. Sklízí se začátkem měsíce října, ve skladu vydrží do dubna. Rozdíl mezi odrůdami Boskoopské a Boskoopské červené spočívá v barvě plodu, ostatní znaky a vlastnosti jsou téměř shodné.

## Historie

### Původ
Odrůda Boskoopské pochází ze školek Otto Ottolandera v Boskopu u Goudy v Holandsku, kde byla objevena v polovině 19. století (1978).  Červená mutace odrůdy Boskoopské byla popsána v roce 1923 .

## Vlastnosti

### Růst
Růst je velmi bujný. Vytváří velké a široké kulovité koruny. Výhony bývají velmi silné. Zmlazování snáší dobře, reaguje silným růstem.
Je vhodná do většiny teplejších poloh a je nenáročná na údržbu. Výchovný řez během prvních let nutný. Reakce na zmlazování je silný růst což vyvolává další náklady na údržbu. Podle zdrojů se neosvědčuje. Intenzivní údržba nemá velký význam, nevyplácí se. Je doporučováno, jako vhodnější, místo zmlazení významné hnojení dusíkem. Hnojení jabloní dusíkem ale vyvolává náchylnost k některým vážným chorobám, podporuje dále namrzání a rozhodně nenapomáhá prosvětlení koruny.
S ohledem na růstové vlastnosti je vhodnější extenzivní pěstování jako polokmenu a vysokokmenu. Přes zjevně silný růst je doporučována i na zákrsky na slabě rostoucích podnožích. Vůči mrazu je citlivější jak ve dřevě, tak i v době květu. Pro časté namrzání ve kmeni se doporučuje mezištěpování. Je to odrůda náročná na opylovače.

### Tvar
Nehodí se pro kordóny, je uváděna jako vhodná pro zákrsky na slabých podnožích,, přestože je popisován bujný růst, špatná reakce na řez (silně zahušťování) a řez označován jako nevhodný a neefektivní. Odrůda je vhodná pro polokmeny a vysokokmeny. Jako polokmen a vysokomen odrůda není náročná na agrotechniku.

### Poloha
V chudých a suchých půdách jsou plody menší, bez chuti. Na otevřených polohách plody padají. V mrazových kotlinách silně namrzá.

### Plodnost
Plodí pozdně, střídavě, mnoho.

## Plod
Plod poměrně variabilního tvaru, většinou ploše kulovitý se žebry, poměrně velký. Slupka žlutá, s rozmytě karmínově červeným líčkem někdy žíháním. Dužnina je zelená nebo žlutavá, šťavnatá. Vůně průměrná. Chuť bez aroma až nakyslá, poměrně dobrá. Plody někdy praskají.

## Květy
Stromy kvetou poměrně raně. Odrůda je cizosprašná, jde o triploidní kříženec, jenž vyžaduje dobré opylení dobrými diploidními opylovači.
Vhodní opylovači: 'Coxova reneta', 'James Grieve', 'Jonathan',  'Landsberská reneta', 'Matčino', 'Oldenburgovo', 'Ontario', 'Parména zlatá', 'Wealthy', 'Zvonkové', 'Dukát'.
Vůči mrazu v době květu je citlivější.

## Choroby a škůdci
Odrůda je obvykle napadána těmito škůdci a chorobami:
- padlí jabloňové
- strupovitost jabloně
- proliferace jabloně – velmi citlivá[2]

Trpí  hořkou skvrnitostí. Padlím trpí středně, strupovitostí jen málo. Není vhodná do uzavřených poloh. Náchylná k namrzání ve dřevé a poškození květů. Plody někdy praskají, což může ovlivnit jejich použitelnost a napadání dalšími patogeny.

## Podnož
Vhodné podnože jsou slabě rostoucí pro menší tvary. Pro dobré vybarvení plodů vysokokmenů je vhodná A2, ale používá se i M 11. Pro zákrsky je vhodná M4 a M7.

## Použití
U samozásobitelů k zpracování a k přímému konzumu. Snáší dobře dopravu, manipulaci a třídění. Pro velkovýrobu je překonaná a pro střídavou plodnost do velkovýroby nevhodná. Není často pěstovanou odrůdou.